# 毛花鹅观草
毛花鹅观草（学名：[Roegneria hirtiflora] 错误：{{Lang}}：文本有斜体标记（帮助））为禾本科鹅观草属下的一个种。